# ミヘル・フラップ
ミヘル・フラップ（Michel Vlap, 1997年6月2日 - ）は、オランダ・フリースラント州スネーク出身のサッカー選手。FCトゥウェンテ所属。ポジションはミッドフィールダー。

## クラブ経歴

### ヘーレンフェーン
SCヘーレンフェーンの下部組織出身で、エールディヴィジ所属のトップチームに昇格した。2015年2月17日に3年のプロ契約を締結。ユルゲン・ストレッペル新監督の初陣となった2015-16シーズン開幕前のVVヘーレンフェーンと行った練習試合で得点をあげた。2016年11月27日の試合でアルベル・ゼネリに代えて投入され公式戦初出場。しかし2016-17シーズンはこの1試合のみの出場となった。
2017-18シーズンは9月20日にKNVBカップでマルコ・ロハスに代わって途中出場したのがシーズン初の出場であった。翌月にプロ初得点。5試合で3得点の結果を残したため、12月3日に5年契約を新たに締結した。シーズンでは26試合4得点と出場機会を増やした。
2018-19シーズンは10月だけで4得点を記録し、エールディヴィジ月間最優秀選手賞を受賞。16得点6アシストを記録した。

### アンデルレヒト
2019年7月にRSCアンデルレヒトに完全移籍。

### トゥウェンテ
2021年8月、FCトゥウェンテにレンタル移籍。2022年7月4日に完全移籍となり、3年契約を結んだ。

## 代表経歴
U-18代表からの出場歴がある。2016年7月21日のUEFA U-19欧州選手権2016では、UEFA史上初となる4人目の交代を行った選手となり、ラロス・ドゥアルテと交代しピッチから下がった。この大会のレギュレーションでは延長戦に入った際に4人目の交代を認める実験を行っており、これに則って行われた交代であった。

## 個人
父のヤン・フラップも元サッカー選手。